# Leningradzka Suworowska Pograniczna Szkoła Wojskowa (NKWD)
Leningradzka Suworowska Pograniczna Szkoła Wojskowa (NKWD, następnie MWD) (ros. Ленинградское суворовское пограничное военное училище НКВД, ЛнСВУ) – specjalistyczna szkoła NKWD, następnie MWD, dla dzieci żołnierzy ochrony pogranicza). Szkoła będąca odpowiednikiem liceum wojskowego, pierwotnie zlokalizowana była w Kutaisi, a następnie przeniesiona do Leningradu.
Radzieckie specjalistyczne szkoły wojskowe dla chłopców zostały utworzone po napaści Niemiec na ZSRR, zgodnie z postanowieniem Rady Komisarzy Ludowych ZSRR z 21 sierpnia 1943 „w sprawie pilnych działań w celu przywrócenia gospodarki na terenach wyzwolonych spod okupacji niemieckiej”. Oprócz innych form pomocy dla sierot wojennych (sierocińce) była również część dotycząca utworzenia skoszarowanych szkół wojskowych dla dzieci i młodzieży. Wtedy właśnie szkoły średnie tego typu otrzymały swoją nazwę od rosyjskiego generała Aleksandra Suworowa.
Szkoły zapewniały wykształcenie średnie i jednocześnie przygotowały swoich uczniów do wstąpienia do wyższych wojskowych szkół dowódczych wojsk lądowych.
Absolwenci SWU nazywają siebie suworowcami.

## Historia
W sierpniu 1943 kierownictwo NKWD wyszło z propozycją do rządu ZSRR, aby utworzyć suworowskie szkoły podległe NKWD. 4 września 1943 Rada Ministrów ZSRR przyjęła Postanowienie Nr 946 w sprawie utworzenia suworowskich szkół wojskowych wojsk NKWD w Kutaisi i Taszkencie.
Pierwsza promocja odbyła się w Kutaiskiej Suworowskiej Szkole Wojskowej ros.: Кутаисское суворовское военное училище w 1946, liczyła 55 absolwentów, w tym dwóch ze złotym medalem. Tego samego roku decyzją Rady Ministrów ZSRR z dnia 4 maja szkoła została przeniesiona do miasta Peterhof (obwód leningradzki) i otrzymała nazwę Leningradzka Suworowska Pograniczna Szkoła Wojskowa (NKWD). W przeciwieństwie do czerwonych pagonów i lampasów w innych suworowskich szkołach, w szkole NKWD pagony i lampasy były koloru zielonego.

## Działalność
W Kutaiskiej SSW szkoleni mieli być przede wszystkim synowie oficerów i pracowników cywilnych wojsk NKWD i NKGB, celem przyuczenia ich do przyjęcia do szkół wojskowych celem dalszego kształcenia oficerskiego. Rozkazami numer 605 i 606 z 27 września 1943 Ludowego Komisarza Spraw Wewnętrznych określono wieloletni sposób rekrutacji, szkolenia i edukacji w SSW NKWD. Bezpośrednio w sprawy SSW NKWD był zaangażowany od 1943 Ludowy Komisarz Spraw Wewnętrznych generał pułkownik Wsiewołod Mierkułow, jego zastępcy generał porucznik A.N. Apołłonow i generał porucznik G.G. Sokołow oraz pracownicy zarządzający instytucjami edukacyjnymi NKWD.
Decyzją RM ZSRR z 4 maja 1946 Szkoła została przeniesiona do Peterhofu, dokąd kadeci przybyli 30 lipca. 
Likwidację Szkoły rozpoczęto w następstwie zmian w strukturach władzy państwowej. Na początku 1960 najwyższe władze partyjne i państwowe podjęły decyzję o redukcji sił zbrojnych do 1,2 mln osób, co dotyczyło również Ministerstwa Spraw Wewnętrznych i KGB. 13 stycznia 1960 dekretem Prezydium Rady Najwyższej ZSRR Ministerstwo Spraw Wewnętrznych ZSRR zostało zlikwidowane, a jego funkcje przekazane do Ministerstw Spraw Wewnętrznych republik związkowych. 29 marca 1960 przewodniczący KGB ZSRR Aleksandr Szelepin wystosował notę do Rady Ministrów ZSRR z wnioskiem do rozwiązanie Szkoły, która ostatecznie przestała istnieć 20 października 1960 roku.

## Komendanci Szkoły
- 1943−1954 – generał major S. S. Guriew
- 1954−1960 – pułkownik A. J. Niedosiekin

## Absolwenci
- Jewgienij Nikołajew – pułkownik, Bohater Pracy Socjalistycznej.
- Herman Makarjanc – kontradmirał.
- Aleksandr Popow – pułkownik, oficer aparatu mobilizacyjnego.
- Władimir Dworkin – generał major, profesor, specjalista ekonomiki światowej.